# Ås (commune de Nora)
Pour les articles homonymes, voir Ås.
Ås est une localité de Suède dans la commune de Nora située dans le comté d'Örebro.
Sa population était de 505 habitants en 2019.